# Ruff ’n’ Tumble
Ruff ‘n’ Tumble to gra komputerowa na Amigę. Stworzona przez Wunderkind, a wydana przez Renegade Software w 1994.

## Historia
Ruff Rogers grał w kulki w parku i wpadł do króliczej nory (nawiązanie do Alicji w Krainie Czarów). Nora okazała się być teleportem do obcej planety.
Planeta rządzona jest przez Dr. Destiny i jest domem dla armii robotów zwanych Tinheads (nawiązanie do skinheadów jako źródła zła). Kolekcja kulek Ruffa została rozsypana po całej planecie i postanowił on wszystkie je pozbierać oraz uwolnić planetę od doktorka i jego armii Tinheadowców.

## Gra
Ruff ‘n’ Tumble to zręcznościowa gra platformowa. Główny bohater biega, skacze, pływa (zalane wodą jaskinie w drugim świecie) i strzela przez cztery pasjonujące etapy. Eksterminuje Tinheadowców przy pomocy naboi, lasera, miotacza ognia i rakiet. Aby ukończyć etap należy zebrać określoną liczbę kulek (zielonych, niebieskich, czerwonych, a czasem można znaleźć też trzy specjalne kulki, które dają razem wszystkie wymagane kulki do ukończenia danego poziomu) i znaleźć wyjście (pokonać strażnika jeśli jest to ostatnia plansza w danym świecie).
Ruff potrafi strzelać na wprost siebie oraz pod kątem 45 stopni w dół i górę. Potrafi też używać kluczy do otwierania zamkniętych przejść, specjalnych trampolin do skakania wyżej, przełączników do odpalania detonatorów w kopalni i fabryce.

## Etapy
W grze są cztery światy z różną grafiką, każdy z nich dzieli się na 4 etapy oraz piąty- polegający na walce z bossem.
Światy:
- Fantasy Forest – fantastyczny las z mnóstwem podziemnych przestrzeni.
- Underground Mine – podziemna kopalnia.
- Tinhead Factory – fabryka robotów.
- Dr. Destiny’s Castle – ostatni świat, średniowieczny zamek z robotami rycerzami.

Każdy świat ma własną grafikę, przeciwników, pułapki i muzykę industrial metal.

## Twórcy
- Programowanie: Jason Perkins
- Grafika: Robin Levy
- Muzyka: Jason Page